# 华东菝葜
华东菝葜（学名：Smilax sieboldii），又名臺灣山馬薯、山何首烏，为菝葜属下的一种攀緣植物、半灌木，其茎长1至2米，原產於東亞。

## 扩展阅读
- 維基物種上的相關：华东菝葜